# Microsage rufiventris
Microsage rufiventris är en stekelart som först beskrevs av Brulle 1846.  Microsage rufiventris ingår i släktet Microsage och familjen brokparasitsteklar. Inga underarter finns listade i Catalogue of Life.